# 齋藤龍
齋藤 龍 （さいとう りゅう、女性、1935年3月 - 2025年7月28日）は、日本の音楽学者、音楽教育者、文筆家。旧姓は渡邊。
横浜市で初の女性助役に任命された。財団法人横浜市芸術文化振興財団理事長も務めた。

## 来歴
教育者の渡邊潜龍・カツの一人娘として横浜市鶴見区に生まれる。横浜市立磯子国民学校（現・横浜市立磯子小学校）、鶴見女子中学校 から神奈川県立希望ヶ丘高等学校に進学。希望ヶ丘高等学校では男女共学実施後の女子1期生で、式典でピアノ演奏に起用されたりしたが、3年生のときに芸術科を新設した東京都立駒場高等学校に移る。ピアニストを志望し、石渡日出夫よりピアノの指導を受けた。東京芸術大学音楽学部楽理科に進み、音楽学を服部幸三に師事し、西洋音楽史を専攻する。卒業論文は「リューベックの音楽史」。引き続き同大学大学院音楽専攻科を修了。修了論文は「Deitrich Buxtefudeのカンタータ」。
学生時代は伴奏ピアニストとしても活動した。1959年にチェロ奏者の齋藤鶴吉と結婚し、以前から居住していた横浜市磯子区に夫が来る形で結婚生活を送った。2女をもうけ、育児期は自宅でのピアノ教室や楽理科受験塾、東京都立駒場高等学校非常勤講師などを行っていた。
1976年より鶴見大学短期大学部保育科講師となり、助教授を経て教授に昇進し、1995年まで務める。この間論文発表などにより、日本近代洋楽史研究、横浜音楽文化研究、幼児音楽教育研究をライフワークとする。また横浜市教育文化センター主催の市民向け教養講座で講師を務め、1987年より横浜市教育委員に任命される。
並行して基礎研究を続け、神奈川新聞の前身である横浜貿易新報より、大正年間の音楽に関連する記述や広告などまでをすべて抽出した『横浜貿易新報大正年間記事収録』（神奈川新聞社出版局刊）を編纂。また、地域社会における音楽の関わりを模索し、各種団体の設立、企画公演などを手がける。1990年よりシンポジウム「21世紀の横浜の音楽文化を考える」を開催した。　
1995年5月、横浜市長の高秀秀信により、同市では初の女性かつ外部人材となる助役に起用され（就任は6月1日付）、60歳で教職を辞し、公人となる。横浜国際総合競技場開業、病原性大腸菌O157問題、消防出初式など、幅広い市政に携わった。
特に、専門の文化分野においては、文化振興財団前身の美術分野と音楽分野の2度にわたる統合や設立（横浜市美術振興財団と横浜市文化振興財団統合を統合した横浜市芸術文化振興財団）に尽力したほか、横浜みなとみらいホールの建設期（当初の三菱地所から運営権を横浜市に譲渡させる）から開業期の運営に力を注いだ。ホール名を市長に提案し採択され、初代ホール館長に渡壁煇を推挙し、運営の基礎を築いた。1998年5月31日のホール開館は助役として迎えたが、同日をもって、任期を1年残して退任。当時の新聞では、齋藤を含む助役の交代は市政3期目となる高秀が「人事の一新を図ったもの」と報じられている。
助役退任後に横浜市芸術文化振興財団理事長に就任。2002年に財団法人名称が変更になり、2006年まで理事長を務める。8年間の在職中に、次期ホール館長に池辺晋一郎を推挙、ジルベスターコンサートエグゼクティブディレクターに徳永二男を選任した。
2006年、理事長職を澄川喜一に引き継ぎ、役職から引退した。これ以外にも横浜市内の数多くの文化事業に関わった。
2025年7月28日に死去。90歳没。

## 賞歴
- 2006年：第55回横浜文化賞[9]
- 2006年：フランス芸術文化勲章シュヴァリエ（フランス映画祭受入委員会会長の功績により）

## 表彰
- 1998年
  - 横浜市功労者
  - 地方教育行政功労者（文部大臣表彰）
- 2019年
  - 横浜市長感謝状（56点の横浜浮世絵等美術品の横浜美術館への寄贈に対し）

## 著書

### 一般書
単著
- 『横浜・大正・洋楽ロマン』丸善<丸善ライブラリー>、1991年
- 『横浜錦絵物語』新人物往来社、2009年

編著
- 『横浜貿易新報　大正年間　音楽記事集録・図録』神奈川新聞出版局、1989年 (2冊組)

寄稿
- ｢横浜と音楽」編集委員会（編）『横浜と音楽』<横浜と文化>、横浜市教育委員会 、1986年
- ｢喝さい！横浜のワーグナー」日本経済新聞、2000年9月29日 朝刊「文化」

### 楽譜（ピアノ用）
ピアノ絵本館（全音）
- ハンス・クリスチャン・アンデルセン（原作）、齋藤龍（文・楽譜）『マッチ売りの少女』全音、
- 齋藤龍（文・楽譜）『うらしま太郎』全音、

その他
- 高橋好子、鳥居美智子、齋藤龍（共編）『子どもと遊ぶピアノ曲』音楽之友社、1992年

## 音楽ソフト
- CD「横濱ファンタジー」横浜市 オリジナルCD ビクターエンタテインメント PRCD-1571 ジャケットデザイン　わたせせいぞう
- CD「ピアノ三重奏曲『偉大な芸術家の思い出』横浜室内楽協会  1998年 企画・解説:齋藤龍
- CD「箜篌〜まぼろしの和のハープ」2006年 解説:齋藤龍